# Sans perte de généralité
« Sans perte de généralité » (ou « sans restreindre la généralité »[réf. nécessaire]) est une expression fréquemment utilisée dans les démonstrations en mathématiques. Cette expression, généralement suivie par une supposition restrictive, indique que la démonstration se limite à un cas particulier, mais que les autres cas peuvent être établis par une démonstration analogue à celle du cas envisagé, ou même se ramener à ce cas.
D'autres expressions comme « sans nuire à la généralité »[réf. nécessaire] ont la même signification.

## Exemple
Considérons trois objets. On suppose que chaque objet est peint soit en rouge, soit en bleu. On se propose de démontrer le théorème suivant (un cas particulier du principe des tiroirs) : il existe deux objets de la même couleur. Voici une démonstration possible qui utilise l'expression « sans perte de généralité » pour ne faire la démonstration que dans le cas où le premier objet est rouge.

Supposons sans perte de généralité que le premier objet est rouge. Maintenant, si les deux autres objets sont bleus, alors la démonstration est finie. Sinon, l'un des autres objets est rouge, et donc de la même couleur que le premier objet.
L'utilisation de l'expression « sans perte de généralité » est correcte car la démonstration en supposant que le premier objet est bleu est similaire : il suffit d'échanger les couleurs bleue et rouge pour obtenir la démonstration dans ce cas-là.